# هوف-دلند ایکس‌بی‌اچ-۱
هوف-دلند ایکس‌بی‌اچ-۱ (به انگلیسی: Huff-Daland_XHB-1) یک هواگرد ملخ‌پیشین تک‌موتوره از نوع   بمب‌افکن ساخت شرکت Huff-Daland است. در مجموع، تعداد ۱ فروند از این هواگرد ساخته شده‌است.